# Silphiodaucus hispidus
Silphiodaucus hispidus (стародуб шорстковолосистий як Laserpitium hispidum чи стародуб щетинистий як Laserpitium hispidum — вид рослин родини окружкові (Apiaceae), поширений у східній Європі й західній Азії.

## Опис
Багаторічна трав'яниста рослина 50–150 см заввишки. Стебла доверху опушений рідкісними довгими білими відсталими волосками. Листки тричі перисторозсічені. Кінцеві часточки листків клиноподібно-яйцеподібні, надрізано пильчасті. Зонтики з 20–30 відстовбурчено-волосистими променями; обгортки і обгорточки з ланцетних, з країв широко перетинчастих, при плоди невідігнутих листочків. Квітки жовті. Плоди жорстко волосисті, еліпсовидо-довгасті, ≈ 6 мм довжиною і 4 мм шириною, з прозорими блискучими, на краю гребінчато-зубчастими ребрами.

## Поширення
Поширений у східній Європі й західній Азії.
В Україні вид зростає на крейдяних і вапнякових схилах, в лісах і серед чагарників — в Донецькому Лісостепу і Степу (північний схід) рідко; в гірському Криму часто. Ефіроолійна рослина.